# 21397 Leontovich
A 21397 Leontovich (ideiglenes jelöléssel 1998 FJ54) a Naprendszer kisbolygóövében található aszteroida. A LINEAR projekt keretében fedezték fel 1998. március 20-án.